# Thelodon albopictus
Thelodon albopictus là một loài tò vò trong họ Ichneumonidae.